# Château de Pouthet
Le château de Pouthet, ou la chartreuse de Pouthet, est un château français implanté sur la commune d'Eymet, dans le département de la Dordogne, en région Nouvelle-Aquitaine.
Il fait l'objet d'une protection au titre des monuments historiques.

## Localisation
En Bergeracois, au sud-ouest du département de la Dordogne, le château de Pouthet est situé en bordure de la route départementale 933, à environ deux kilomètres au nord-est du centre de la bastide d'Eymet.

## Historique et architecture

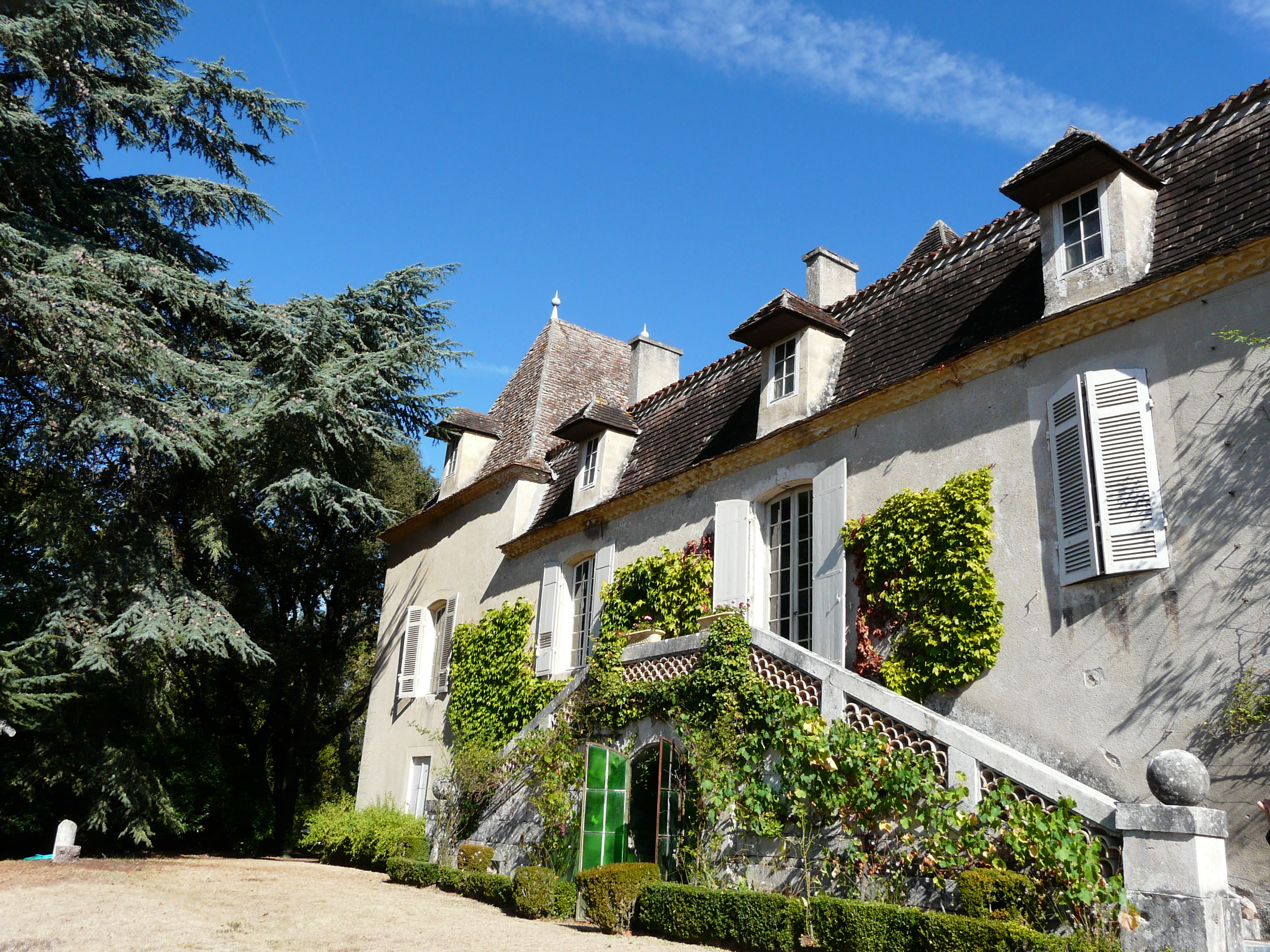
Le côté sud du logis et son escalier double.

Construit au XVIIIe siècle, l'édifice est fortement modifié au siècle suivant. Il s'agit d'un ancien domaine viticole.
Le logis est orienté est-ouest. Il est borné à chaque extrémité par un pavillon et forme une chartreuse surélevée, accessible côté nord par un escalier d'honneur de quatorze marches et côté sud par un escalier double. Côté est, une ancienne aile de dépendances forme un L avec le logis. À l'ouest du logis, une tour à faux mâchicoulis est édifiée au XIXe siècle en remplacement d'une aile détruite par un incendie, et côté oriental, une mince tourelle fait le pendant. Des nouveaux communs ont été bâtis au nord, à une quarantaine de mètres du logis.
L'édifice et le domaine sont inscrits au titre des monuments historiques le 23 juin 2006.
Le domaine comporte un parc, des massifs de buis, une allée de cèdres et un jardin potager polychrome.

## Galerie de photos

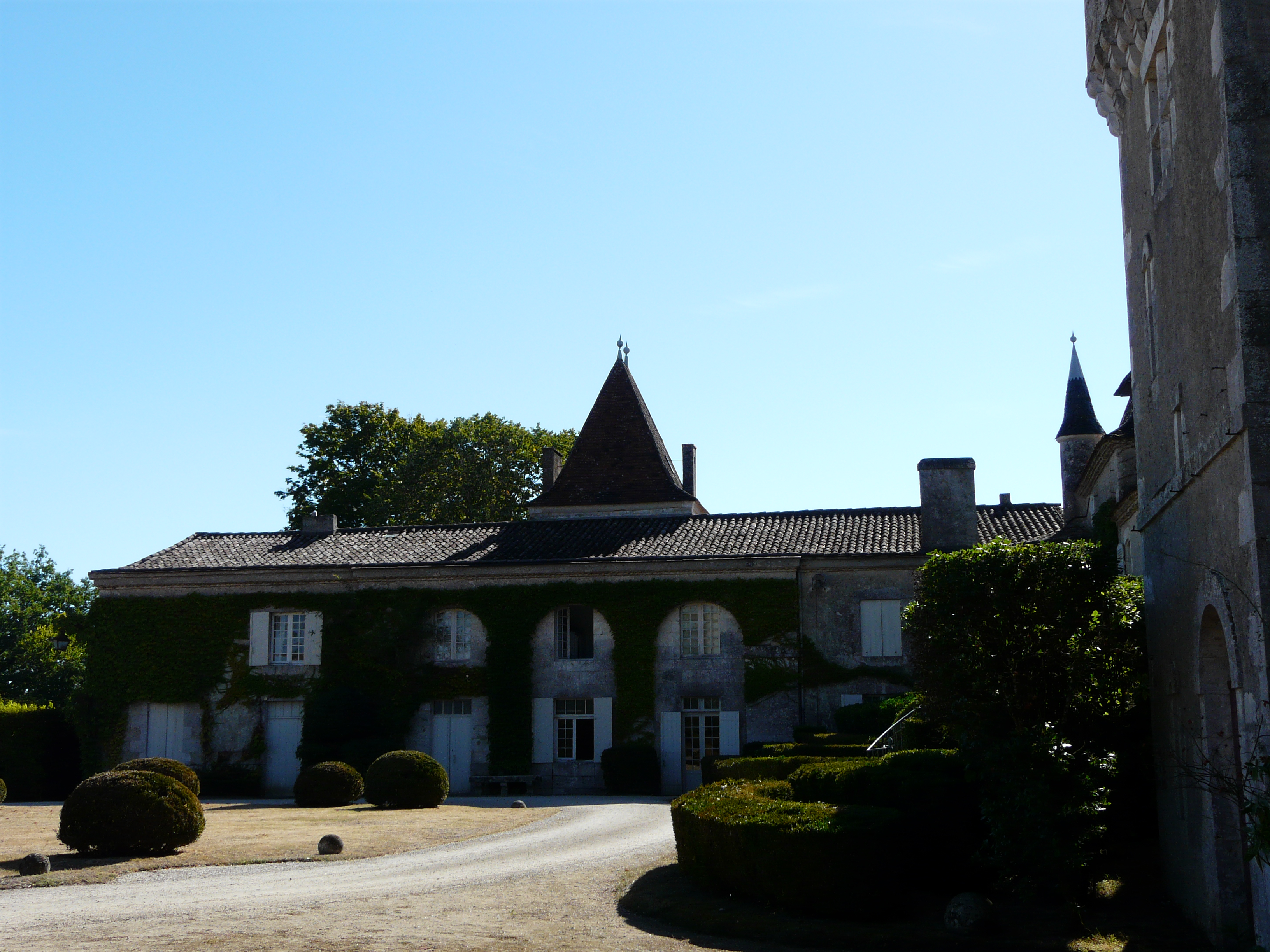
L'aile des anciens communs à l'est.
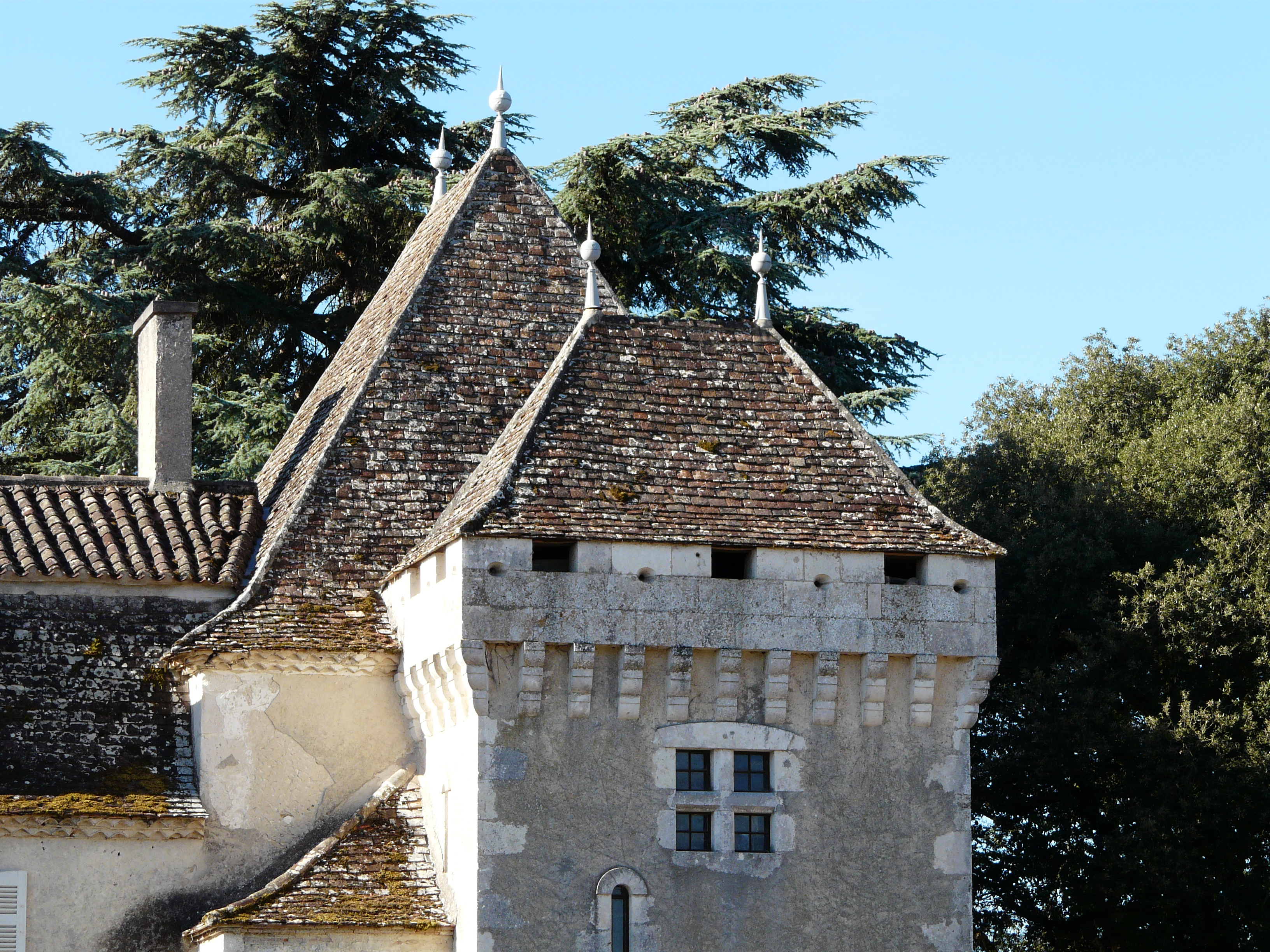
La tour à faux mâchicoulis, accolée au pavillon ouest.
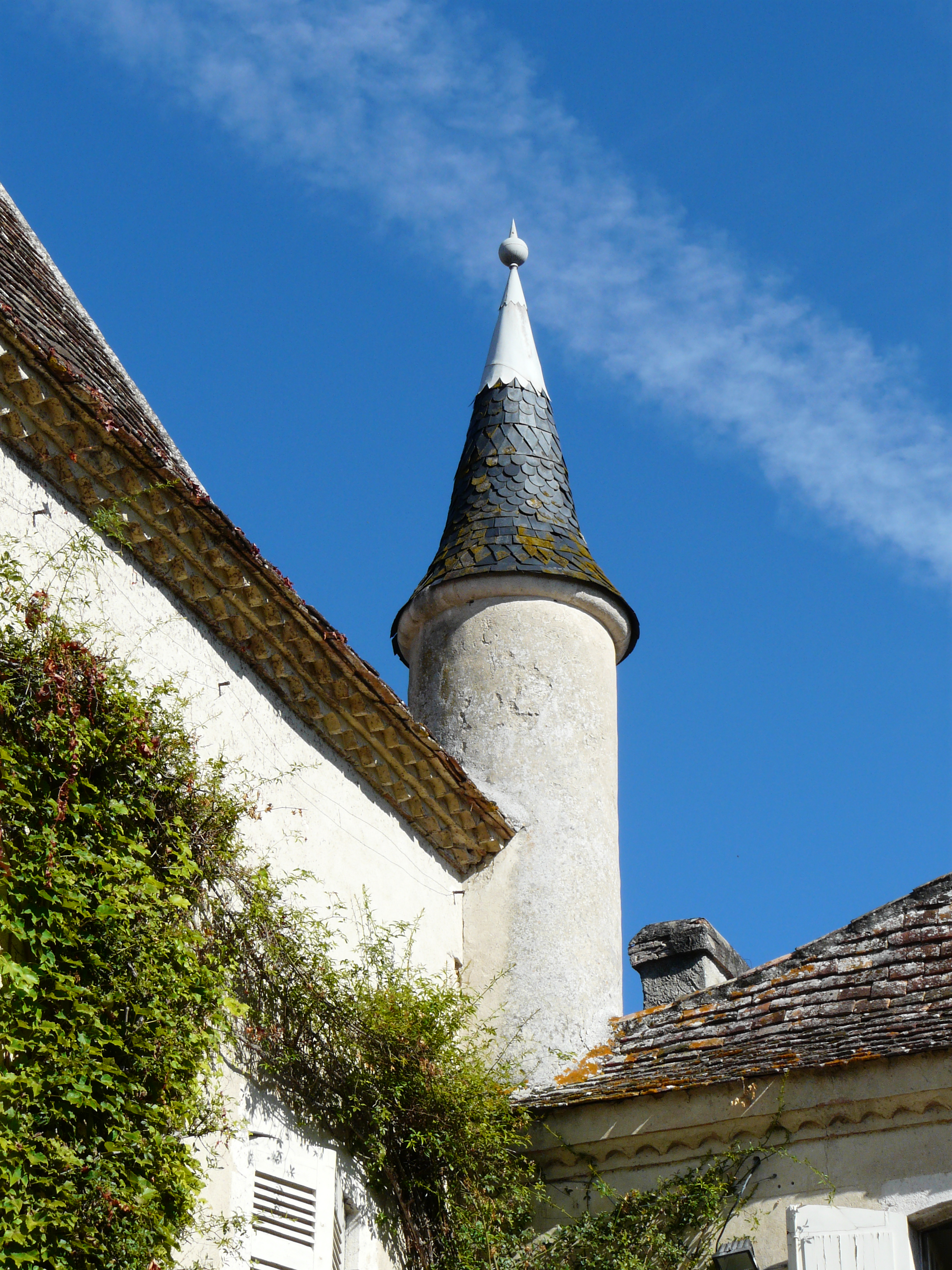
La tourelle, côté est.
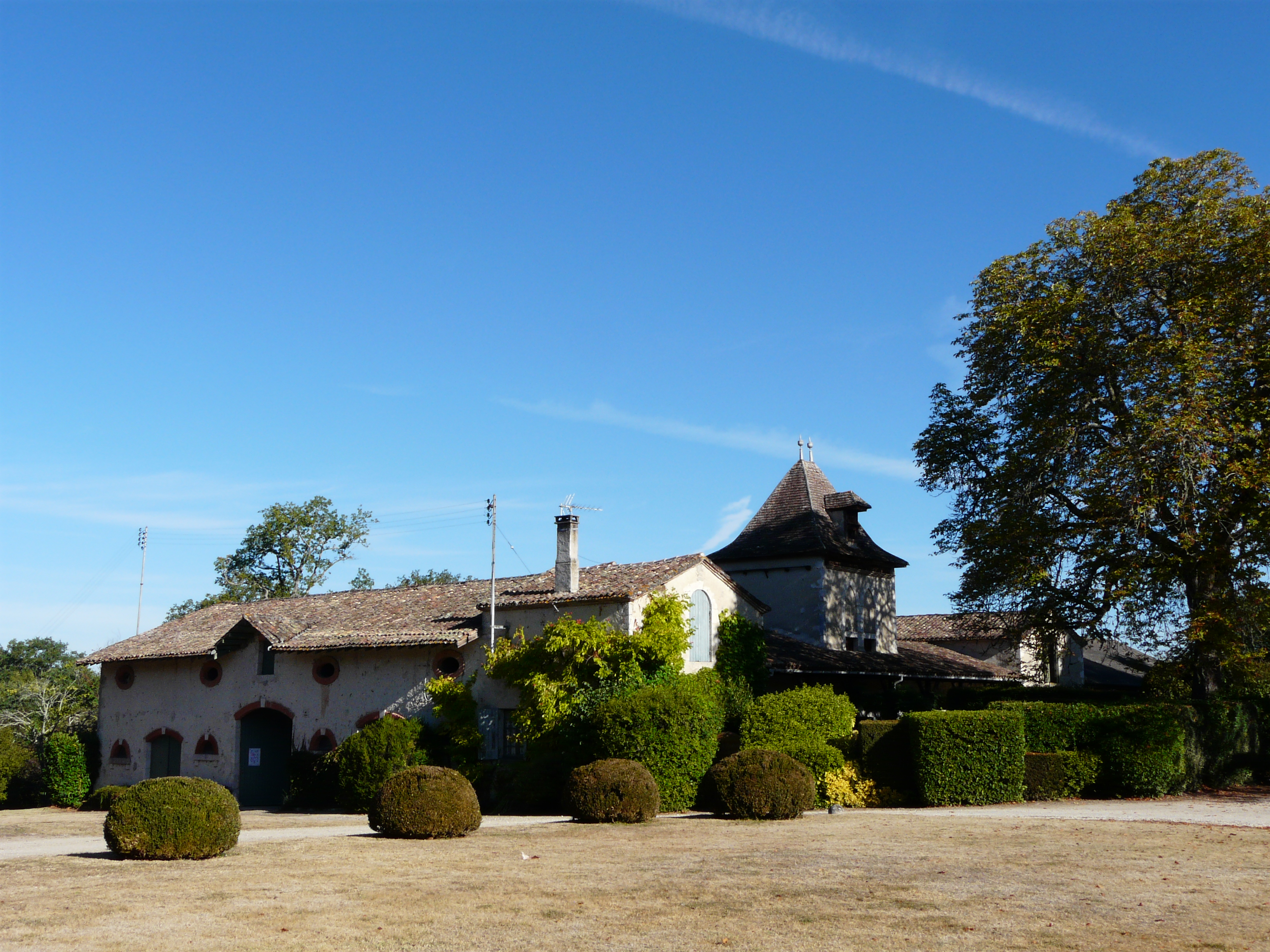
Les nouvelles dépendances.
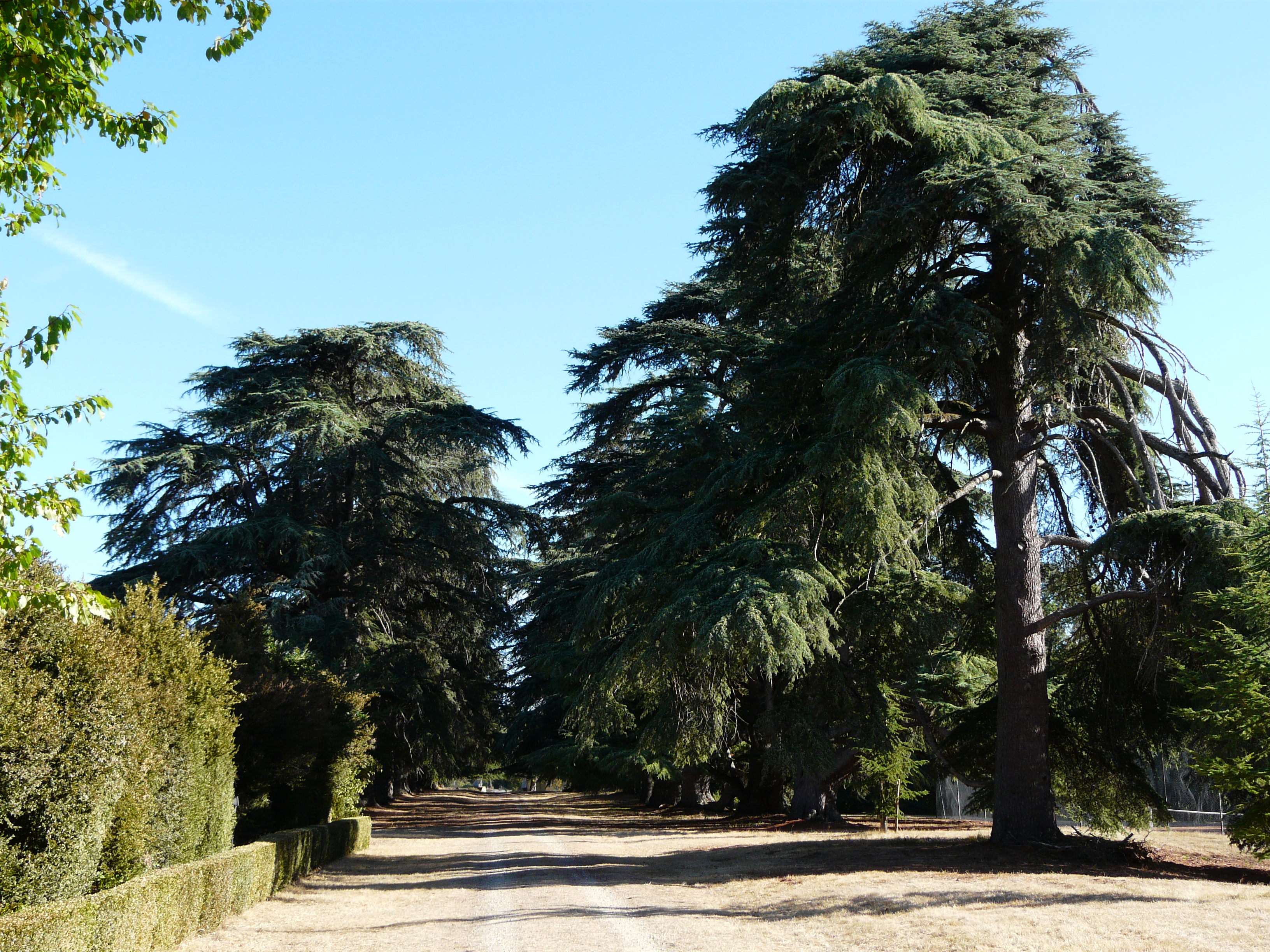
L'allée de cèdres.
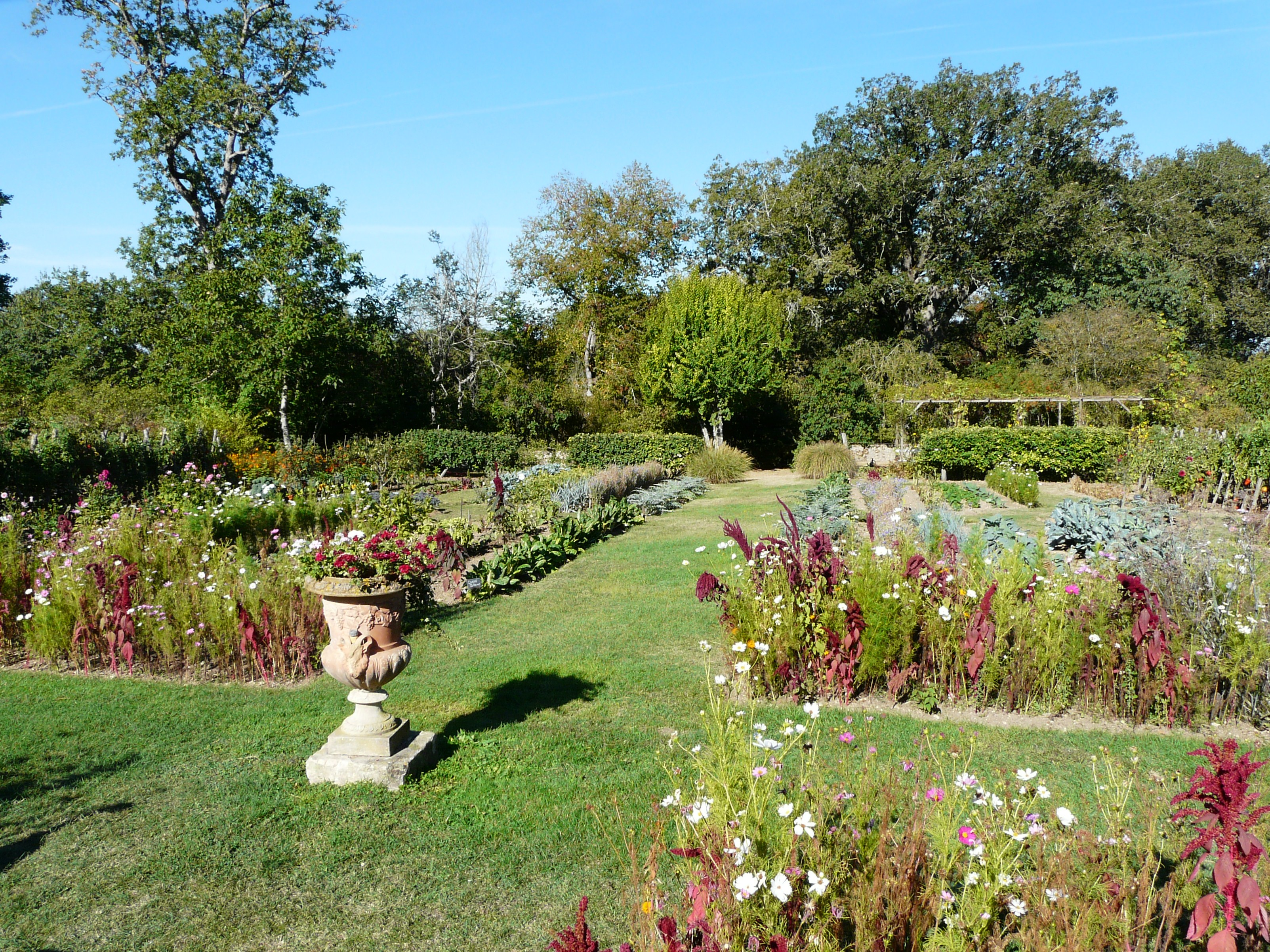
Le potager.